# Gymnopithys leucaspis
Gymnopithys leucaspis е вид птица от семейство Thamnophilidae.

## Разпространение
Видът е разпространен в Бразилия, Еквадор, Колумбия, Коста Рика, Никарагуа, Панама, Перу и Хондурас.